# Kirtland Hills
Kirtland Hills és una població dels Estats Units a l'estat d'Ohio. Segons el cens del 2000 tenia 597 habitants.

## Demografia
Segons el cens del 2000, Kirtland Hills tenia 597 habitants, 223 habitatges, i 179 famílies. La densitat de població era de 41,3 habitants per km².
Dels 223 habitatges en un 29,6% hi vivien nens de menys de 18 anys, en un 74% hi vivien parelles casades, en un 4,9% dones solteres, i en un 19,3% no eren unitats familiars. En el 14,8% dels habitatges hi vivien persones soles el 6,3% de les quals corresponia a persones de 65 anys o més que vivien soles. El nombre mitjà de persones vivint en cada habitatge era de 2,68 i el nombre mitjà de persones que vivien en cada família era de 2,99.
Per edats la població es repartia de la següent manera: un 24% tenia menys de 18 anys, un 3,9% entre 18 i 24, un 22,6% entre 25 i 44, un 36,5% de 45 a 60 i un 13,1% 65 anys o més.
L'edat mediana era de 45 anys. Per cada 100 dones de 18 o més anys hi havia 99,1 homes.
La renda mediana per habitatge era de 112.421 $ i la renda mediana per família de 144.134 $. Els homes tenien una renda mediana de 87.424 $ mentre que les dones 37.083 $. La renda per capita de la població era de 78.896 $. Aproximadament el 2,1% de les famílies i el 3,2% de la població estaven per davall del llindar de pobresa.

## Poblacions més properes
El següent diagrama mostra les poblacions més properes.